# Circonscription de Gute
La circonscription de Gute est une des 177 circonscriptions législatives de l'État fédéré Oromia, elle se situe dans la Zone Est Welega. Son représentant actuel est Regasa Gemechu Olana.